# Kouadio Éric Kouame
Kouadio Éric Kouame est un athlète ivoirien, spécialiste des épreuves de sprint. Il remporte la médaille de bronze du relais 4 × 100 mètresaux Championnats d'Afrique d'athlétisme 2024.

## Palmarès
| Date | Compétition            | Lieu   | Résultat | Épreuve   | Temps   |
| ---- | ---------------------- | ------ | -------- | --------- | ------- |
| 2024 | Championnats d'Afrique | Douala | 3e       | 4 × 100 m | 39 s 77 |